# Belovejskaïa Pouchtcha
Le parc national de Belovejskaïa Pouchtcha (en russe : Национальный парк «Беловежская пуща»,,, en biélorusse : Нацыянальны парк Белавежская пушча) est un parc national situé en Biélorussie à proximité de la frontière polonaise, dans les voblasts de Brest (raïons de Kamieniets et de Proujany) et de Hrodna (raïon de Svislatch). Depuis 1992, il fait partie du site du patrimoine mondial de l'UNESCO Forêt de Białowieża, le dernier fragment de forêt vierge des forêts européennes qui s'étendaient autrefois à travers la plaine européenne. Il abrite une importante population de bisons d'Europe, les animaux terrestres les plus lourds du continent. La frontière entre les deux pays traverse la forêt avec le parc national de Białowieża du côté polonais de la frontière.

## Géographie
La réserve de biosphère Belovejskaïa Pouchtcha occupe une superficie de 216 200 ha (2015), subdivisée en zones de transition, tampon et centrale. Le parc national occupe 150 069 ha (2015). Il est situé 70 km (43,49598344 mi) au nord de Brest. Les réserves naturelles et les parcs nationaux couvrent 2,7 % du territoire de la région de Brest et 2,6 % de la région de Hrodna.

## Histoire

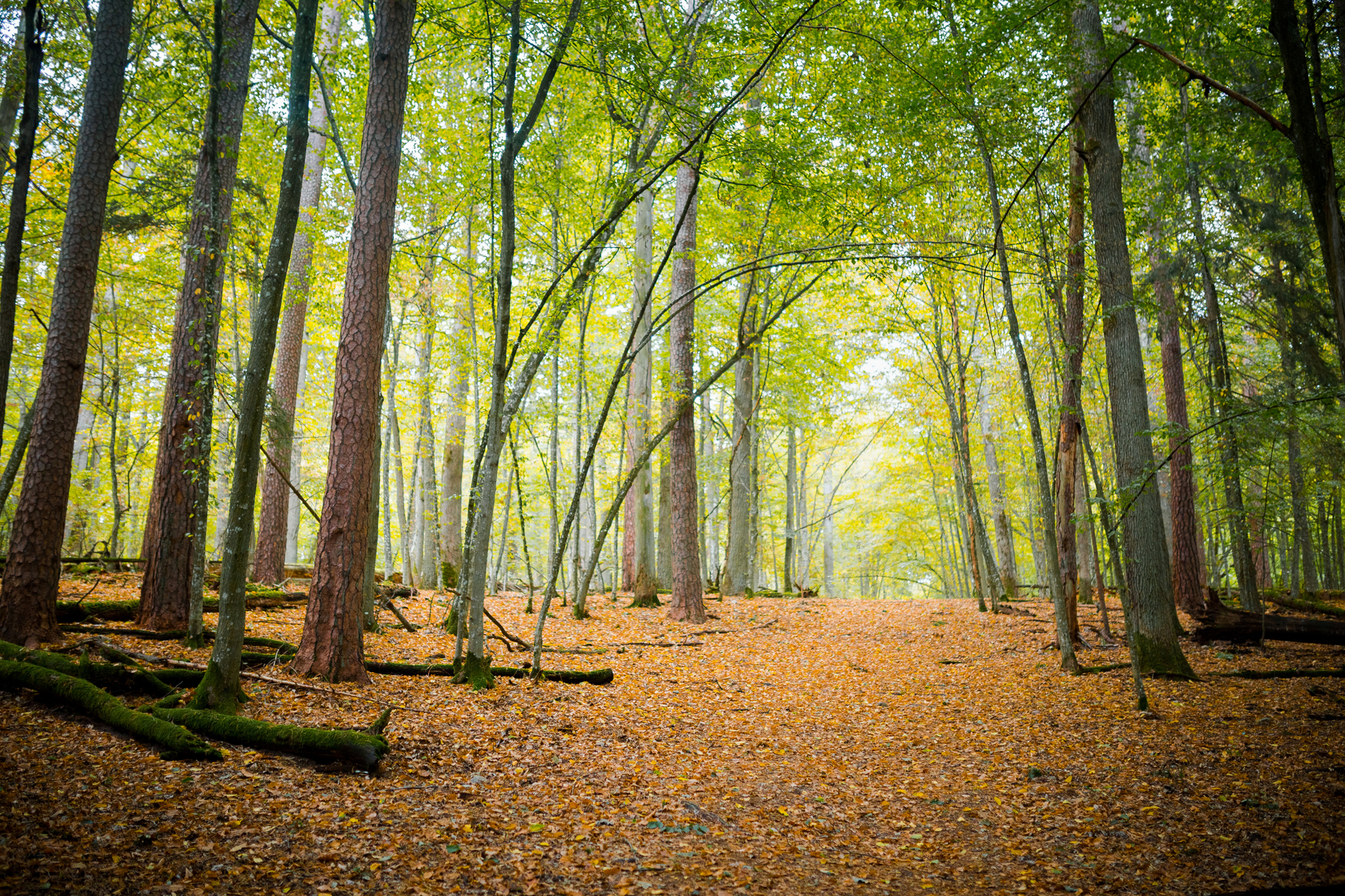

La majeure partie de la forêt de Białowieża a été déclarée parc national le 11 août 1932 pendant la Seconde République polonaise. Après la Seconde Guerre mondiale, la forêt a été divisée conformément à l'accord frontalier polono-soviétique d'août 1945 entre la république populaire de Pologne et la RSS de Biélorussie de l'Union soviétique. La Pologne a rouvert le parc national de Białowieża en 1947. En 1957, la partie biélorusse a reçu un nouveau statut - « réserve de chasse d'État » (en russe : Государственное заповедно-охотничье хозяйство), destiné à la récréation des hauts dirigeants de l'État soviétique et de leurs hôtes de marque. En 1991, la forêt a acquis son statut actuel de parc national d'État.
Le siège du parc est à Kamieniouki. En 2009, le parc national Belovejskaïa Pouchtcha a célébré le 600e anniversaire de son statut de réserve. Tous les hôtels et cafés ont été reconstruits et de nouveaux ont été ajoutés au parc. L'Eco Education Center, qui abrite le musée de la Nature, a été construit. Environ 300 000 personnes visitent le parc chaque année.